# Coppa del Mondo di slittino 2023
La Coppa del Mondo di slittino 2022/2023 fu la quarantaseiesima edizione del massimo circuito mondiale dello slittino, manifestazione organizzata annualmente dalla FIL; iniziò il 3 dicembre 2022 a Innsbruck in Austria e si concluse il 26 febbraio 2023 a Winterberg in Germania. Originariamente la stagione avrebbe dovuto iniziare una settimana prima con una doppia tappa prevista nella stessa località austriaca, ma, a causa della concomitanza con i mondiali di calcio in Qatar, non sarebbe stato possibile coprire televisivamente questo evento e quindi la federazione decise di cancellare detta prima tappa, rimpiazzandola con una seconda prova sul catino di Winterberg da disputarsi al termine della stagione inizialmente prevista; anche le gare in calendario a Lillehammer a metà gennaio e che avrebbero altresì assegnato i titoli europei 2023 vennero sostituite per ragioni organizzative con una secondo evento a Sigulda.
Si disputarono cinquantaquattro gare: nove prove nel singolo donne, nel singolo uomini, nel doppio donne e nel doppio uomini, tre per tipo nelle prove sprint e sei nelle gare a squadre.
Nel corso della stagione si svolsero anche i campionati mondiali di Oberhof in Germania, competizione non valida ai fini della Coppa del Mondo, mentre la tappa di Park City e la seconda di Sigulda furono valide rispettivamente anche come campionati pacifico-americani e campionati europei.
In seguito all'invasione dell'Ucraina il comitato esecutivo della FIL, in una riunione straordinaria tenutasi il 2 marzo 2022 a Berchtesgaden, decise di escludere gli atleti russi da tutte le competizioni disputate sotto la sua egida, detta disposizione fu poi successivamente riconfermata anche nel convegno svoltosi ad Imst il 24 settembre 2022, in vista dell'imminente inizio della stagione agonistica, conseguentemente nessuno slittinista russo poté gareggiare in questa edizione della Coppa del Mondo.
Le coppe di cristallo generali, trofei conferiti ai vincitori del circuito, furono assegnate alla tedesca Julia Taubitz per quanto concerne la classifica del singolo donne, l'italiano Dominik Fischnaller conquistò il trofeo dell'individuale uomini, la coppia azzurra formata da Andrea Vötter e Marion Oberhofer si aggiudicò la vittoria nel doppio femminile e quella teutonica composta da Tobias Wendl e Tobias Arlt trionfò nella competizione biposto maschile; infine la nazionale di slittino della Germania primeggiò nella classifica della gara a squadre. Per quanto concerne le coppe di specialità, quelle "classiche" andarono rispettivamente a Julia Taubitz, al tedesco Felix Loch ed alle due coppie Vötter-Oberhofer e Wendl-Arlt, mentre quelle "sprint" videro al primo posto Julia Taubitz, Dominik Fischnaller, i doppi di Andrea Vötter e Marion Oberhofer ex aequo con le austriache Selina Egle e Lara Kipp e Tobias Wendl e Tobias Arlt.

## Calendario
| Tappa  | Località     | Pista                              | Data                | Gare classiche | Gare classiche | Gare classiche | Gare classiche | Gare sprint | Gare sprint | Gare sprint | Gare sprint | Gara a squadre |
| Tappa  | Località     | Pista                              | Data                | Singolo d.     | Singolo u.     | Doppio d.      | Doppio u.      | Singolo d.  | Singolo u.  | Doppio d.   | Doppio u.   | Gara a squadre |
| ------ | ------------ | ---------------------------------- | ------------------- | -------------- | -------------- | -------------- | -------------- | ----------- | ----------- | ----------- | ----------- | -------------- |
| 1      | Innsbruck    | Olympia Eiskanal Innsbruck-Igls    | 3–4 dicembre 2022   | ●              | ●              | ●              | ●              | ●           | ●           | ●           | ●           |                |
| 2      | Whistler     | Whistler Sliding Centre            | 9–10 dicembre 2022  | ●              | ●              | ●              | ●              |             |             |             |             | ●              |
| 3      | Park City    | Utah Olympic Park                  | 16–17 dicembre 2022 | ●              | ●              | ●              | ●              | ●           | ●           | ●           | ●           |                |
| 4      | Sigulda      | Pista di Sigulda                   | 7–8 gennaio 2023    | ●              | ●              | ●              | ●              |             |             |             |             | ●              |
| 5      | Sigulda      | Pista di Sigulda                   | 14–15 gennaio 2023  | ●              | ●              | ●              | ●              |             |             |             |             | ●              |
| -      | Oberhof      | Pista di Oberhof                   | 28–29 gennaio 2023  | Mondiali       | Mondiali       | Mondiali       | Mondiali       | Mondiali    | Mondiali    | Mondiali    | Mondiali    | Mondiali       |
| 6      | Altenberg    | Eiskanal Altenberg                 | 4–5 febbraio 2023   | ●              | ●              | ●              | ●              |             |             |             |             | ●              |
| 7      | Winterberg   | Eisarena Winterberg                | 11–12 febbraio 2023 | ●              | ●              | ●              | ●              | ●           | ●           | ●           | ●           |                |
| 8      | Sankt Moritz | Olympia Bobrun St. Moritz–Celerina | 18–19 febbraio 2023 | ●              | ●              | ●              | ●              |             |             |             |             | ●              |
| 9      | Winterberg   | Eisarena Winterberg                | 25–26 febbraio 2023 | ●              | ●              | ●              | ●              |             |             |             |             | ●              |
| Totale | Totale       | Totale                             | Totale              | 9              | 9              | 9              | 9              | 3           | 3           | 3           | 3           | 6              |

|  | La tappa di Park City e la seconda di Sigulda assegnarono rispettivamente anche il titolo pacifico-americano e quello europeo 2023. |

| Tappe cancellate | Tappe cancellate                | Tappe cancellate    | Tappe cancellate | Tappe cancellate | Tappe cancellate | Tappe cancellate | Tappe cancellate | Tappe cancellate | Tappe cancellate | Tappe cancellate | Tappe cancellate | Tappe cancellate                 |
| Località         | Pista                           | Data prevista       | Gare classiche   | Gare classiche   | Gare classiche   | Gare classiche   | Gare sprint      | Gare sprint      | Gare sprint      | Gare sprint      | Gara a squadre   | sostituita da                    |
| Località         | Pista                           | Data prevista       | Singolo d.       | Singolo u.       | Doppio d.        | Doppio u.        | Singolo d.       | Singolo u.       | Doppio d.        | Doppio u.        | Gara a squadre   | sostituita da                    |
| ---------------- | ------------------------------- | ------------------- | ---------------- | ---------------- | ---------------- | ---------------- | ---------------- | ---------------- | ---------------- | ---------------- | ---------------- | -------------------------------- |
| Innsbruck        | Olympia Eiskanal Innsbruck-Igls | 26–27 novembre 2022 | ●                | ●                | ●                | ●                |                  |                  |                  |                  | ●                | Winterberg (25–26 febbraio 2023) |
| Lillehammer      | Pista Olimpica di Lillehammer   | 14–15 gennaio 2023  | ●                | ●                | ●                | ●                |                  |                  |                  |                  | ●                | Sigulda (14–15 gennaio 2023)     |

## Risultati

### Singolo donne
| Data             | Località     | Nazione     | Tipo   | Prima classificata        | Seconda classificata       | Terza classificata         |
| ---------------- | ------------ | ----------- | ------ | ------------------------- | -------------------------- | -------------------------- |
| 3 dicembre 2022  | Innsbruck    | Austria     |        | Madeleine Egle Austria    | Emily Sweeney Stati Uniti  | Julia Taubitz Germania     |
| 4 dicembre 2022  | Innsbruck    | Austria     | Sprint | Madeleine Egle Austria    | Emily Sweeney Stati Uniti  | Julia Taubitz Germania     |
| 9 dicembre 2022  | Whistler     | Canada      |        | Madeleine Egle Austria    | Julia Taubitz Germania     | Merle Fräbel Germania      |
| 17 dicembre 2022 | Park City    | Stati Uniti |        | Dajana Eitberger Germania | Emily Sweeney Stati Uniti  | Julia Taubitz Germania     |
| 17 dicembre 2022 | Park City    | Stati Uniti | Sprint | Julia Taubitz Germania    | Dajana Eitberger Germania  | Brittney Arndt Stati Uniti |
| 7 gennaio 2023   | Sigulda      | Lettonia    |        | Dajana Eitberger Germania | Elīna Ieva Vītola Lettonia | Julia Taubitz Germania     |
| 15 gennaio 2023  | Sigulda      | Lettonia    |        | Anna Berreiter Germania   | Dajana Eitberger Germania  | Elīna Ieva Vītola Lettonia |
| 4 febbraio 2023  | Altenberg    | Germania    |        | Julia Taubitz Germania    | Anna Berreiter Germania    | Dajana Eitberger Germania  |
| 11 febbraio 2023 | Winterberg   | Germania    |        | Julia Taubitz Germania    | Anna Berreiter Germania    | Emily Sweeney Stati Uniti  |
| 12 febbraio 2023 | Winterberg   | Germania    | Sprint | Julia Taubitz Germania    | Kendija Aparjode Lettonia  | Merle Fräbel Germania      |
| 18 febbraio 2023 | Sankt Moritz | Svizzera    |        | Dajana Eitberger Germania | Julia Taubitz Germania     | Anna Berreiter Germania    |
| 25 febbraio 2023 | Winterberg   | Germania    |        | Madeleine Egle Austria    | Lisa Schulte Austria       | Anna Berreiter Germania    |

### Singolo uomini
| Data             | Località     | Nazione     | Tipo   | Primo classificato         | Secondo classificato       | Terzo classificato         |
| ---------------- | ------------ | ----------- | ------ | -------------------------- | -------------------------- | -------------------------- |
| 4 dicembre 2022  | Innsbruck    | Austria     |        | Nico Gleirscher Austria    | Wolfgang Kindl Austria     | Jonas Müller Austria       |
| 4 dicembre 2022  | Innsbruck    | Austria     | Sprint | Nico Gleirscher Austria    | Wolfgang Kindl Austria     | Dominik Fischnaller Italia |
| 9 dicembre 2022  | Whistler     | Canada      |        | Felix Loch Germania        | Wolfgang Kindl Austria     | Dominik Fischnaller Italia |
| 16 dicembre 2022 | Park City    | Stati Uniti |        | Dominik Fischnaller Italia | Felix Loch Germania        | David Gleirscher Austria   |
| 17 dicembre 2022 | Park City    | Stati Uniti | Sprint | Dominik Fischnaller Italia | David Gleirscher Austria   | Felix Loch Germania        |
| 8 gennaio 2023   | Sigulda      | Lettonia    |        | Kristers Aparjods Lettonia | Max Langenhan Germania     | Dominik Fischnaller Italia |
| 14 gennaio 2023  | Sigulda      | Lettonia    |        | Max Langenhan Germania     | Felix Loch Germania        | Kristers Aparjods Lettonia |
| 5 febbraio 2023  | Altenberg    | Germania    |        | Max Langenhan Germania     | Dominik Fischnaller Italia | Felix Loch Germania        |
| 11 febbraio 2023 | Winterberg   | Germania    |        | Max Langenhan Germania     | Jonas Müller Austria       | Felix Loch Germania        |
| 12 febbraio 2023 | Winterberg   | Germania    | Sprint | Max Langenhan Germania     | Jonas Müller Austria       | Felix Loch Germania        |
| 18 febbraio 2023 | Sankt Moritz | Svizzera    |        | Max Langenhan Germania     | Felix Loch Germania        | Kristers Aparjods Lettonia |
| 26 febbraio 2023 | Winterberg   | Germania    |        | Max Langenhan Germania     | Jonas Müller Austria       | Nico Gleirscher Austria    |

### Doppio donne
| Data             | Località     | Nazione     | Tipo   | Prima classificata                             | Seconda classificata                           | Terza classificata                             |
| ---------------- | ------------ | ----------- | ------ | ---------------------------------------------- | ---------------------------------------------- | ---------------------------------------------- |
| 3 dicembre 2022  | Innsbruck    | Austria     |        | Selina Egle Lara Kipp Austria                  | Jessica Degenhardt Cheyenne Rosenthal Germania | Andrea Vötter Marion Oberhofer Italia          |
| 4 dicembre 2022  | Innsbruck    | Austria     | Sprint | Selina Egle Lara Kipp Austria                  | Andrea Vötter Marion Oberhofer Italia          | Anda Upīte Sanija Ozoliņa Lettonia             |
| 10 dicembre 2022 | Whistler     | Canada      |        | Andrea Vötter Marion Oberhofer Italia          | Selina Egle Lara Kipp Austria                  | Jessica Degenhardt Cheyenne Rosenthal Germania |
| 16 dicembre 2022 | Park City    | Stati Uniti |        | Andrea Vötter Marion Oberhofer Italia          | Jessica Degenhardt Cheyenne Rosenthal Germania | Caitlin Nash Natalie Corless Canada            |
| 17 dicembre 2022 | Park City    | Stati Uniti | Sprint | Selina Egle Lara Kipp Austria                  | Andrea Vötter Marion Oberhofer Italia          | Jessica Degenhardt Cheyenne Rosenthal Germania |
| 7 gennaio 2023   | Sigulda      | Lettonia    |        | Anda Upīte Sanija Ozoliņa Lettonia             | Chevonne Forgan Sophia Kirby Stati Uniti       | Jessica Degenhardt Cheyenne Rosenthal Germania |
| 14 gennaio 2023  | Sigulda      | Lettonia    |        | Andrea Vötter Marion Oberhofer Italia          | Anda Upīte Sanija Ozoliņa Lettonia             | Jessica Degenhardt Cheyenne Rosenthal Germania |
| 4 febbraio 2023  | Altenberg    | Germania    |        | Andrea Vötter Marion Oberhofer Italia          | Jessica Degenhardt Cheyenne Rosenthal Germania | Selina Egle Lara Kipp Austria                  |
| 11 febbraio 2023 | Winterberg   | Germania    |        | Jessica Degenhardt Cheyenne Rosenthal Germania | Selina Egle Lara Kipp Austria                  | Andrea Vötter Marion Oberhofer Italia          |
| 12 febbraio 2023 | Winterberg   | Germania    | Sprint | Anda Upīte Sanija Ozoliņa Lettonia             | Andrea Vötter Marion Oberhofer Italia          | Nadia Falkensteiner Annalena Huber Italia      |
| 18 febbraio 2023 | Sankt Moritz | Svizzera    |        | Jessica Degenhardt Cheyenne Rosenthal Germania | Andrea Vötter Marion Oberhofer Italia          | Viktorija Ziediņa Selīna Zvilna Lettonia       |
| 25 febbraio 2023 | Winterberg   | Germania    |        | Selina Egle Lara Kipp Austria                  | Jessica Degenhardt Cheyenne Rosenthal Germania | Andrea Vötter Marion Oberhofer Italia          |

### Doppio uomini
| Data             | Località     | Nazione     | Tipo   | Primi classificati                     | Secondi classificati                 | Terzi classificati                                |
| ---------------- | ------------ | ----------- | ------ | -------------------------------------- | ------------------------------------ | ------------------------------------------------- |
| 3 dicembre 2022  | Innsbruck    | Austria     |        | Juri Gatt Riccardo Schöpf Austria      | Thomas Steu Lorenz Koller Austria    | Yannick Müller Armin Frauscher Austria            |
| 4 dicembre 2022  | Innsbruck    | Austria     | Sprint | Yannick Müller Armin Frauscher Austria | Mārtiņš Bots Roberts Plūme Lettonia  | Hannes Orlamünder Paul Gubitz Germania            |
| 10 dicembre 2022 | Whistler     | Canada      |        | Toni Eggert Sascha Benecken Germania   | Tobias Wendl Tobias Arlt Germania    | Juri Gatt Riccardo Schöpf Austria                 |
| 16 dicembre 2022 | Park City    | Stati Uniti |        | Toni Eggert Sascha Benecken Germania   | Juri Gatt Riccardo Schöpf Austria    | Tobias Wendl Tobias Arlt Germania                 |
| 17 dicembre 2022 | Park City    | Stati Uniti | Sprint | Tobias Wendl Tobias Arlt Germania      | Toni Eggert Sascha Benecken Germania | Yannick Müller Armin Frauscher Austria            |
| 7 gennaio 2023   | Sigulda      | Lettonia    |        | Mārtiņš Bots Roberts Plūme Lettonia    | Tobias Wendl Tobias Arlt Germania    | Emanuel Rieder Simon Kainzwaldner Italia          |
| 14 gennaio 2023  | Sigulda      | Lettonia    |        | Tobias Wendl Tobias Arlt Germania      | Mārtiņš Bots Roberts Plūme Lettonia  | Eduards Ševics-Mikeļševics Lūkass Krasts Lettonia |
| 4 febbraio 2023  | Altenberg    | Germania    |        | Toni Eggert Sascha Benecken Germania   | Tobias Wendl Tobias Arlt Germania    | Mārtiņš Bots Roberts Plūme Lettonia               |
| 11 febbraio 2023 | Winterberg   | Germania    |        | Tobias Wendl Tobias Arlt Germania      | Toni Eggert Sascha Benecken Germania | Mārtiņš Bots Roberts Plūme Lettonia               |
| 12 febbraio 2023 | Winterberg   | Germania    | Sprint | Tobias Wendl Tobias Arlt Germania      | Toni Eggert Sascha Benecken Germania | Juri Gatt Riccardo Schöpf Austria                 |
| 18 febbraio 2023 | Sankt Moritz | Svizzera    |        | Tobias Wendl Tobias Arlt Germania      | Toni Eggert Sascha Benecken Germania | Mārtiņš Bots Roberts Plūme Lettonia               |
| 25 febbraio 2023 | Winterberg   | Germania    |        | Tobias Wendl Tobias Arlt Germania      | Toni Eggert Sascha Benecken Germania | Juri Gatt Riccardo Schöpf Austria                 |

### Gara a squadre
| Data             | Località     | Nazione  | Primi classificati                                                        | Secondi classificati                                                      | Terzi classificati                                                               |
| ---------------- | ------------ | -------- | ------------------------------------------------------------------------- | ------------------------------------------------------------------------- | -------------------------------------------------------------------------------- |
| 10 dicembre 2022 | Whistler     | Canada   | Germania Julia Taubitz Felix Loch Toni Eggert / Sascha Benecken           | Lettonia Elīna Ieva Vītola Kristers Aparjods Mārtiņš Bots / Roberts Plūme | Austria Madeleine Egle Wolfgang Kindl Juri Gatt / Riccardo Schöpf                |
| 8 gennaio 2023   | Sigulda      | Lettonia | Lettonia Elīna Ieva Vītola Kristers Aparjods Mārtiņš Bots / Roberts Plūme | Germania Dajana Eitberger Felix Loch Tobias Wendl / Tobias Arlt           | Stati Uniti Emily Sweeney Tucker West Zachary DiGregorio / Sean Hollander        |
| 15 gennaio 2023  | Sigulda      | Lettonia | Lettonia Elīna Ieva Vītola Kristers Aparjods Mārtiņš Bots / Roberts Plūme | Germania Anna Berreiter Max Langenhan Tobias Wendl / Tobias Arlt          | Italia Sandra Robatscher Dominik Fischnaller Emanuel Rieder / Simon Kainzwaldner |
| 5 febbraio 2023  | Altenberg    | Germania | Austria Madeleine Egle Wolfgang Kindl Yannick Müller / Armin Frauscher    | Germania Julia Taubitz Max Langenhan Toni Eggert / Sascha Benecken        | Lettonia Elīna Ieva Vītola Kristers Aparjods Mārtiņš Bots / Roberts Plūme        |
| 19 febbraio 2023 | Sankt Moritz | Svizzera | Germania Dajana Eitberger Max Langenhan Tobias Wendl / Tobias Arlt        | Stati Uniti Emily Sweeney Tucker West Zachary DiGregorio / Sean Hollander | Austria Madeleine Egle Nico Gleirscher Thomas Steu / Lorenz Koller               |
| 26 febbraio 2023 | Winterberg   | Germania | Austria Madeleine Egle Jonas Müller Juri Gatt / Riccardo Schöpf           | Germania Anna Berreiter Max Langenhan Tobias Wendl / Tobias Arlt          | Stati Uniti Emily Sweeney Tucker West Zachary DiGregorio / Sean Hollander        |

## Classifiche generali

### Singolo donne
| Pos. | Nome              | Nazione     | Risultati ottenuti | Risultati ottenuti | Risultati ottenuti | Risultati ottenuti | Risultati ottenuti | Risultati ottenuti | Risultati ottenuti | Risultati ottenuti | Risultati ottenuti | Risultati ottenuti | Risultati ottenuti | Risultati ottenuti | Punti totali |
| Pos. | Nome              | Nazione     | INN                | INN S.             | WHI                | PAR                | PAR S.             | SIG-1              | SIG-2              | ALT                | WIN-1              | WIN S.             | SMO                | WIN-2              | Punti totali |
| ---- | ----------------- | ----------- | ------------------ | ------------------ | ------------------ | ------------------ | ------------------ | ------------------ | ------------------ | ------------------ | ------------------ | ------------------ | ------------------ | ------------------ | ------------ |
| 1    | Julia Taubitz     | Germania    | 3                  | 3                  | 2                  | 3                  | 1                  | 3                  | 8                  | 1                  | 1                  | 1                  | 2                  | 5                  | 947          |
| 2    | Dajana Eitberger  | Germania    | 10                 | 7                  | 4                  | 1                  | 2                  | 1                  | 2                  | 3                  | 4                  | 4                  | 1                  | 6                  | 852          |
| 3    | Anna Berreiter    | Germania    | 5                  | 9                  | 5                  | 4                  | 5                  | 4                  | 1                  | 2                  | 2                  | 5                  | 3                  | 3                  | 789          |
| 4    | Madeleine Egle    | Austria     | 1                  | 1                  | 1                  | 6                  | 14                 | 26                 | 12                 | 4                  | 7                  | 13                 | 8                  | 1                  | 703          |
| 5    | Emily Sweeney     | Stati Uniti | 2                  | 2                  | 10                 | 2                  | 10                 | 17                 | 25                 | 12                 | 3                  | 9                  | 11                 | 4                  | 602          |
| 6    | Merle Fräbel      | Germania    | 6                  | 5                  | 3                  | 11                 | 12                 | –                  | 4                  | 9                  | 6                  | 3                  | 6                  | 12                 | 542          |
| 7    | Elīna Ieva Vītola | Lettonia    | 7                  | 11                 | 22                 | 13                 | 15                 | 2                  | 3                  | 5                  | 13                 | 7                  | 5                  | 13                 | 526          |
| 8    | Kendija Aparjode  | Lettonia    | 15                 | 14                 | 11                 | 16                 | –                  | 7                  | 7                  | 10                 | 8                  | 2                  | 7                  | 10                 | 450          |
| 9    | Andrea Vötter     | Italia      | 14                 | 6                  | 6                  | 8                  | 6                  | 8                  | 9                  | 13                 | 10                 | –                  | 10                 | 14                 | 431          |
| 10   | Natalie Maag      | Svizzera    | 13                 | 10                 | 9                  | 14                 | 13                 | 9                  | 10                 | 7                  | 12                 | 12                 | 9                  | 8                  | 429          |

### Singolo uomini
| Pos. | Nome                | Nazione     | Risultati ottenuti | Risultati ottenuti | Risultati ottenuti | Risultati ottenuti | Risultati ottenuti | Risultati ottenuti | Risultati ottenuti | Risultati ottenuti | Risultati ottenuti | Risultati ottenuti | Risultati ottenuti | Risultati ottenuti | Punti totali |
| Pos. | Nome                | Nazione     | INN                | INN S.             | WHI                | PAR                | PAR S.             | SIG-1              | SIG-2              | ALT                | WIN-1              | WIN S.             | SMO                | WIN-2              | Punti totali |
| ---- | ------------------- | ----------- | ------------------ | ------------------ | ------------------ | ------------------ | ------------------ | ------------------ | ------------------ | ------------------ | ------------------ | ------------------ | ------------------ | ------------------ | ------------ |
| 1    | Dominik Fischnaller | Italia      | 5                  | 3                  | 3                  | 1                  | 1                  | 3                  | 5                  | 2                  | 4                  | 6                  | 8                  | 5                  | 812          |
| 2    | Felix Loch          | Germania    | 15                 | DNS                | 1                  | 2                  | 3                  | 4                  | 2                  | 3                  | 3                  | 3                  | 2                  | 7                  | 767          |
| 3    | Max Langenhan       | Germania    | –                  | –                  | –                  | –                  | –                  | 2                  | 1                  | 1                  | 1                  | 1                  | 1                  | 1                  | 685          |
| 4    | Wolfgang Kindl      | Austria     | 2                  | 2                  | 2                  | 5                  | 14                 | 11                 | 20                 | 4                  | 5                  | 7                  | 7                  | 4                  | 660          |
| 5    | David Gleirscher    | Austria     | 4                  | 4                  | 20                 | 3                  | 2                  | 5                  | 11                 | 5                  | 7                  | 4                  | 6                  | 8                  | 638          |
| 6    | Kristers Aparjods   | Lettonia    | 8                  | 7                  | 4                  | 9                  | 9                  | 1                  | 3                  | 8                  | 8                  | DNF                | 3                  | 6                  | 600          |
| 7    | Jonas Müller        | Austria     | 3                  | 5                  | 6                  | 14                 | 11                 | DNF                | –                  | 10                 | 2                  | 2                  | 5                  | 2                  | 583          |
| 8    | Nico Gleirscher     | Austria     | 1                  | 1                  | 7                  | 17                 | –                  | 6                  | 4                  | 6                  | DNF                | –                  | 4                  | 3                  | 560          |
| 9    | Gints Bērziņš       | Lettonia    | 14                 | 9                  | 8                  | 7                  | 13                 | 7                  | 6                  | 9                  | 9                  | 12                 | 9                  | 11                 | 467          |
| 10   | Tucker West         | Stati Uniti | 12                 | 14                 | 5                  | 4                  | 7                  | 10                 | 9                  | 7                  | 11                 | 13                 | 14                 | 16                 | 459          |

### Doppio donne
| Pos. | Nome                                         | Nazione     | Risultati ottenuti | Risultati ottenuti | Risultati ottenuti | Risultati ottenuti | Risultati ottenuti | Risultati ottenuti | Risultati ottenuti | Risultati ottenuti | Risultati ottenuti | Risultati ottenuti | Risultati ottenuti | Risultati ottenuti | Punti totali |
| Pos. | Nome                                         | Nazione     | INN                | INN S.             | WHI                | PAR                | PAR S.             | SIG-1              | SIG-2              | ALT                | WIN-1              | WIN S.             | SMO                | WIN-2              | Punti totali |
| ---- | -------------------------------------------- | ----------- | ------------------ | ------------------ | ------------------ | ------------------ | ------------------ | ------------------ | ------------------ | ------------------ | ------------------ | ------------------ | ------------------ | ------------------ | ------------ |
| 1    | Andrea Vötter Marion Oberhofer               | Italia      | 3                  | 2                  | 1                  | 1                  | 2                  | 4                  | 1                  | 1                  | 3                  | 2                  | 2                  | 3                  | 1010         |
| 2    | Selina Egle Lara Kipp                        | Austria     | 1                  | 1                  | 2                  | 6                  | 1                  | 6                  | 4                  | 3                  | 2                  | 5                  | 4                  | 1                  | 915          |
| 3    | Jessica Degenhardt Cheyenne Rosenthal        | Germania    | 2                  | 10                 | 3                  | 2                  | 3                  | 3                  | 3                  | 2                  | 1                  | 8                  | 1                  | 2                  | 898          |
| 4    | Anda Upīte Sanija Ozoliņa                    | Lettonia    | 4                  | 3                  | –                  | –                  | –                  | 1                  | 2                  | 4                  | 4                  | 1                  | 8                  | 4                  | 637          |
| 5    | Chevonne Forgan Sophia Kirkby                | Stati Uniti | 8                  | 7                  | 5                  | 7                  | 7                  | 2                  | 5                  | 6                  | 6                  | 6                  | 5                  | 5                  | 635          |
| 6    | Raluca Strămăturaru Mihaela-Carmen Manolescu | Romania     | 9                  | 11                 | 8                  | 8                  | 8                  | 5                  | 6                  | 11                 | 10                 | 10                 | 7                  | 8                  | 498          |
| 7    | Maya Chan Reannyn Weiler                     | Stati Uniti | 7                  | 6                  | 7                  | 5                  | 5                  | –                  | 8                  | 8                  | 7                  | 7                  | –                  | –                  | 428          |
| 8    | Nadia Falkensteiner Annalena Huber           | Italia      | 6                  | 5                  | –                  | –                  | –                  | –                  | –                  | 5                  | 5                  | 3                  | –                  | 6                  | 335          |
| 9    | Summer Britcher Emily Sweeney                | Stati Uniti | 5                  | 4                  | 4                  | 4                  | 4                  | –                  | –                  | –                  | –                  | –                  | –                  | –                  | 295          |
| 10   | Viktorija Ziediņa Selīna Zvilna              | Lettonia    | –                  | –                  | –                  | –                  | –                  | –                  | –                  | 9                  | 8                  | 4                  | 3                  | 7                  | 257          |

### Doppio uomini
| Pos. | Nome                                     | Nazione     | Risultati ottenuti | Risultati ottenuti | Risultati ottenuti | Risultati ottenuti | Risultati ottenuti | Risultati ottenuti | Risultati ottenuti | Risultati ottenuti | Risultati ottenuti | Risultati ottenuti | Risultati ottenuti | Risultati ottenuti | Punti totali |
| Pos. | Nome                                     | Nazione     | INN                | INN S.             | WHI                | PAR                | PAR S.             | SIG-1              | SIG-2              | ALT                | WIN-1              | WIN S.             | SMO                | WIN-2              | Punti totali |
| ---- | ---------------------------------------- | ----------- | ------------------ | ------------------ | ------------------ | ------------------ | ------------------ | ------------------ | ------------------ | ------------------ | ------------------ | ------------------ | ------------------ | ------------------ | ------------ |
| 1    | Tobias Wendl Tobias Arlt                 | Germania    | 5                  | 11                 | 2                  | 3                  | 1                  | 2                  | 1                  | 2                  | 1                  | 1                  | 1                  | 1                  | 1014         |
| 2    | Toni Eggert Sascha Benecken              | Germania    | 4                  | 5                  | 1                  | 1                  | 2                  | 4                  | 5                  | 1                  | 2                  | 2                  | 2                  | 2                  | 955          |
| 3    | Mārtiņš Bots Roberts Plūme               | Lettonia    | 6                  | 2                  | 6                  | 7                  | 9                  | 1                  | 2                  | 3                  | 3                  | 7                  | 3                  | 7                  | 757          |
| 4    | Juri Gatt Riccardo Schöpf                | Austria     | 1                  | 4                  | 3                  | 2                  | 4                  | 16                 | 4                  | DNF                | 6                  | 3                  | 10                 | 3                  | 686          |
| 5    | Hannes Orlamünder Paul Gubitz            | Germania    | 9                  | 3                  | 5                  | 9                  | 6                  | 6                  | 16                 | 4                  | 5                  | 5                  | 4                  | 8                  | 600          |
| 6    | Yannick Müller Armin Frauscher           | Austria     | 3                  | 1                  | 11                 | 13                 | 3                  | DNS                | 9                  | 5                  | 4                  | 10                 | 8                  | 5                  | 591          |
| 7    | Thomas Steu Lorenz Koller                | Austria     | 2                  | 8                  | 7                  | 5                  | 5                  | 12                 | 7                  | 16                 | 12                 | 6                  | 9                  | 6                  | 557          |
| 8    | Emanuel Rieder Simon Kainzwaldner        | Italia      | 10                 | 7                  | DNF                | 6                  | DSQ                | 3                  | 6                  | 6                  | 7                  | 4                  | 5                  | 4                  | 523          |
| 9    | Zachary DiGregorio Sean Hollander        | Stati Uniti | 8                  | 9                  | 8                  | 4                  | 7                  | 8                  | 8                  | 9                  | 9                  | 9                  | 7                  | DNF                | 476          |
| 10   | Eduards Ševics-Mikeļševics Lūkass Krasts | Lettonia    | 14                 | 10                 | 9                  | 12                 | DSQ                | 5                  | 3                  | 8                  | 10                 | 11                 | 6                  | 10                 | 458          |

### Gara a squadre
| Pos. | Nazione     | Risultati ottenuti | Risultati ottenuti | Risultati ottenuti | Risultati ottenuti | Risultati ottenuti | Risultati ottenuti | Punti totali |
| Pos. | Nazione     | WHI                | SIG-1              | SIG-2              | ALT                | SMO                | WIN-2              | Punti totali |
| ---- | ----------- | ------------------ | ------------------ | ------------------ | ------------------ | ------------------ | ------------------ | ------------ |
| 1    | Germania    | 1                  | 2                  | 2                  | 2                  | 1                  | 2                  | 540          |
| 2    | Lettonia    | 2                  | 1                  | 1                  | 3                  | 4                  | 5                  | 470          |
| 3    | Austria     | 3                  | DNF                | DNF                | 1                  | 3                  | 1                  | 340          |
| 4    | Stati Uniti | 5                  | 3                  | DSQ                | 5                  | 2                  | 3                  | 335          |
| 5    | Italia      | 4                  | 4                  | 3                  | 4                  | DSQ                | 4                  | 310          |
| 6    | Polonia     | 6                  | 5                  | DSQ                | 7                  | 5                  | 7                  | 252          |
| 7    | Cina        | –                  | 7                  | 6                  | 9                  | 7                  | DSQ                | 181          |
| 8    | Romania     | –                  | –                  | –                  | 6                  | 6                  | 6                  | 150          |
| 9    | Ucraina     | –                  | 6                  | 4                  | –                  | –                  | –                  | 110          |
| 10   | Slovacchia  | –                  | –                  | 5                  | –                  | –                  | –                  | 55           |

## Classifiche di specialità

### Singolo donne
| Pos. | Nome             | Nazione     | Risultati ottenuti | Risultati ottenuti | Risultati ottenuti | Risultati ottenuti | Risultati ottenuti | Risultati ottenuti | Risultati ottenuti | Risultati ottenuti | Risultati ottenuti | Punti totali |
| Pos. | Nome             | Nazione     | INN                | WHI                | PAR                | SIG-1              | SIG-2              | ALT                | WIN-1              | SMO                | WIN-2              | Punti totali |
| ---- | ---------------- | ----------- | ------------------ | ------------------ | ------------------ | ------------------ | ------------------ | ------------------ | ------------------ | ------------------ | ------------------ | ------------ |
| 1    | Julia Taubitz    | Germania    | 3                  | 2                  | 3                  | 3                  | 8                  | 1                  | 1                  | 2                  | 5                  | 677          |
| 2    | Dajana Eitberger | Germania    | 10                 | 4                  | 1                  | 1                  | 2                  | 3                  | 4                  | 1                  | 6                  | 661          |
| 3    | Anna Berreiter   | Germania    | 5                  | 5                  | 4                  | 4                  | 1                  | 2                  | 2                  | 3                  | 3                  | 640          |
| 4    | Madeleine Egle   | Austria     | 1                  | 1                  | 6                  | 26                 | 12                 | 4                  | 7                  | 8                  | 1                  | 545          |
| 5    | Emily Sweeney    | Stati Uniti | 2                  | 10                 | 2                  | 17                 | 25                 | 12                 | 3                  | 11                 | 4                  | 442          |

### Singolo uomini
| Pos. | Nome                | Nazione  | Risultati ottenuti | Risultati ottenuti | Risultati ottenuti | Risultati ottenuti | Risultati ottenuti | Risultati ottenuti | Risultati ottenuti | Risultati ottenuti | Risultati ottenuti | Punti totali |
| Pos. | Nome                | Nazione  | INN                | WHI                | PAR                | SIG-1              | SIG-2              | ALT                | WIN-1              | SMO                | WIN-2              | Punti totali |
| ---- | ------------------- | -------- | ------------------ | ------------------ | ------------------ | ------------------ | ------------------ | ------------------ | ------------------ | ------------------ | ------------------ | ------------ |
| 1    | Felix Loch          | Germania | 15                 | 1                  | 2                  | 4                  | 2                  | 3                  | 3                  | 2                  | 7                  | 627          |
| 2    | Dominik Fischnaller | Italia   | 5                  | 3                  | 1                  | 3                  | 5                  | 2                  | 4                  | 8                  | 5                  | 592          |
| 3    | Max Langenhan       | Germania | –                  | –                  | –                  | 2                  | 1                  | 1                  | 1                  | 1                  | 1                  | 585          |
| 4    | Kristers Aparjods   | Lettonia | 8                  | 4                  | 9                  | 1                  | 3                  | 8                  | 8                  | 3                  | 6                  | 515          |
| 5    | Wolfgang Kindl      | Austria  | 2                  | 2                  | 5                  | 11                 | 20                 | 4                  | 5                  | 7                  | 4                  | 501          |

### Doppio donne
| Pos. | Nome                                  | Nazione     | Risultati ottenuti | Risultati ottenuti | Risultati ottenuti | Risultati ottenuti | Risultati ottenuti | Risultati ottenuti | Risultati ottenuti | Risultati ottenuti | Risultati ottenuti | Punti totali |
| Pos. | Nome                                  | Nazione     | INN                | WHI                | PAR                | SIG-1              | SIG-2              | ALT                | WIN-1              | SMO                | WIN-2              | Punti totali |
| ---- | ------------------------------------- | ----------- | ------------------ | ------------------ | ------------------ | ------------------ | ------------------ | ------------------ | ------------------ | ------------------ | ------------------ | ------------ |
| 1    | Andrea Vötter Marion Oberhofer        | Italia      | 3                  | 1                  | 1                  | 4                  | 1                  | 1                  | 3                  | 2                  | 3                  | 755          |
| 2    | Jessica Degenhardt Cheyenne Rosenthal | Germania    | 2                  | 3                  | 2                  | 3                  | 3                  | 2                  | 1                  | 1                  | 2                  | 750          |
| 3    | Selina Egle Lara Kipp                 | Austria     | 1                  | 2                  | 6                  | 6                  | 4                  | 3                  | 2                  | 4                  | 1                  | 660          |
| 4    | Chevonne Forgan Sophia Kirkby         | Stati Uniti | 8                  | 5                  | 7                  | 2                  | 5                  | 6                  | 6                  | 5                  | 5                  | 493          |
| 5    | Anda Upīte Sanija Ozoliņa             | Lettonia    | 4                  | –                  | –                  | 1                  | 2                  | 4                  | 4                  | 8                  | 4                  | 467          |

### Doppio uomini
| Pos. | Nome                          | Nazione  | Risultati ottenuti | Risultati ottenuti | Risultati ottenuti | Risultati ottenuti | Risultati ottenuti | Risultati ottenuti | Risultati ottenuti | Risultati ottenuti | Risultati ottenuti | Punti totali |
| Pos. | Nome                          | Nazione  | INN                | WHI                | PAR                | SIG-1              | SIG-2              | ALT                | WIN-1              | SMO                | WIN-2              | Punti totali |
| ---- | ----------------------------- | -------- | ------------------ | ------------------ | ------------------ | ------------------ | ------------------ | ------------------ | ------------------ | ------------------ | ------------------ | ------------ |
| 1    | Tobias Wendl Tobias Arlt      | Germania | 5                  | 2                  | 3                  | 2                  | 1                  | 2                  | 1                  | 1                  | 1                  | 780          |
| 2    | Toni Eggert Sascha Benecken   | Germania | 4                  | 1                  | 1                  | 4                  | 5                  | 1                  | 2                  | 2                  | 2                  | 730          |
| 3    | Mārtiņš Bots Roberts Plūme    | Lettonia | 6                  | 6                  | 7                  | 1                  | 2                  | 3                  | 3                  | 3                  | 7                  | 587          |
| 4    | Juri Gatt Riccardo Schöpf     | Austria  | 1                  | 3                  | 2                  | 16                 | 4                  | DNF                | 6                  | 10                 | 3                  | 496          |
| 5    | Hannes Orlamünder Paul Gubitz | Germania | 9                  | 5                  | 9                  | 6                  | 16                 | 4                  | 5                  | 4                  | 8                  | 425          |

### Singolo sprint donne
| Pos. | Nome             | Nazione     | Risultati ottenuti | Risultati ottenuti | Risultati ottenuti | Punti totali |
| Pos. | Nome             | Nazione     | INN                | PAR                | WIN-1              | Punti totali |
| ---- | ---------------- | ----------- | ------------------ | ------------------ | ------------------ | ------------ |
| 1    | Julia Taubitz    | Germania    | 3                  | 1                  | 1                  | 270          |
| 2    | Dajana Eitberger | Germania    | 7                  | 2                  | 4                  | 191          |
| 3    | Emily Sweeney    | Stati Uniti | 2                  | 10                 | 9                  | 160          |
| 4    | Madeleine Egle   | Austria     | 1                  | 14                 | 13                 | 158          |
| 5    | Merle Fräbel     | Germania    | 5                  | 12                 | 3                  | 157          |

### Singolo sprint uomini
| Pos. | Nome                | Nazione | Risultati ottenuti | Risultati ottenuti | Risultati ottenuti | Punti totali |
| Pos. | Nome                | Nazione | INN                | PAR                | WIN-1              | Punti totali |
| ---- | ------------------- | ------- | ------------------ | ------------------ | ------------------ | ------------ |
| 1    | Dominik Fischnaller | Italia  | 3                  | 1                  | 6                  | 220          |
| 2    | David Gleirscher    | Austria | 4                  | 2                  | 4                  | 205          |
| 3    | Jonas Müller        | Austria | 5                  | 11                 | 2                  | 174          |
| 4    | Wolfgang Kindl      | Austria | 2                  | 14                 | 7                  | 159          |
| 5    | Leon Felderer       | Italia  | 11                 | 5                  | 5                  | 144          |

### Doppio sprint donne
| Pos. | Nome                                  | Nazione     | Risultati ottenuti | Risultati ottenuti | Risultati ottenuti | Punti totali |
| Pos. | Nome                                  | Nazione     | INN                | PAR                | WIN-1              | Punti totali |
| ---- | ------------------------------------- | ----------- | ------------------ | ------------------ | ------------------ | ------------ |
| 1    | Andrea Vötter Marion Oberhofer        | Italia      | 2                  | 2                  | 2                  | 255          |
| 1    | Selina Egle Lara Kipp                 | Austria     | 1                  | 1                  | 5                  | 255          |
| 3    | Anda Upīte Sanija Ozoliņa             | Lettonia    | 3                  | –                  | 1                  | 170          |
| 4    | Maya Chan Reannyn Weiler              | Stati Uniti | 6                  | 5                  | 7                  | 151          |
| 5    | Jessica Degenhardt Cheyenne Rosenthal | Germania    | 10                 | 3                  | 8                  | 148          |

### Doppio sprint uomini
| Pos. | Nome                           | Nazione  | Risultati ottenuti | Risultati ottenuti | Risultati ottenuti | Punti totali |
| Pos. | Nome                           | Nazione  | INN                | PAR                | WIN-1              | Punti totali |
| ---- | ------------------------------ | -------- | ------------------ | ------------------ | ------------------ | ------------ |
| 1    | Tobias Wendl Tobias Arlt       | Germania | 11                 | 1                  | 1                  | 234          |
| 2    | Toni Eggert Sascha Benecken    | Germania | 5                  | 2                  | 2                  | 225          |
| 3    | Yannick Müller Armin Frauscher | Austria  | 1                  | 3                  | 10                 | 206          |
| 4    | Juri Gatt Riccardo Schöpf      | Austria  | 4                  | 4                  | 3                  | 190          |
| 5    | Hannes Orlamünder Paul Gubitz  | Germania | 3                  | 6                  | 5                  | 175          |